# Нюмансдорп
Нюмансдорп (нід. Numansdorp) — місто в нідерландській провінції Південна Голландія. Входить до муніципалітету Гуксе-Вард.
Його площа становить 39,88 км², а населення станом на 2021 рік складало 9 030 осіб.
До початку 1984 року мало статус окремого муніципалітету.

## Галерея

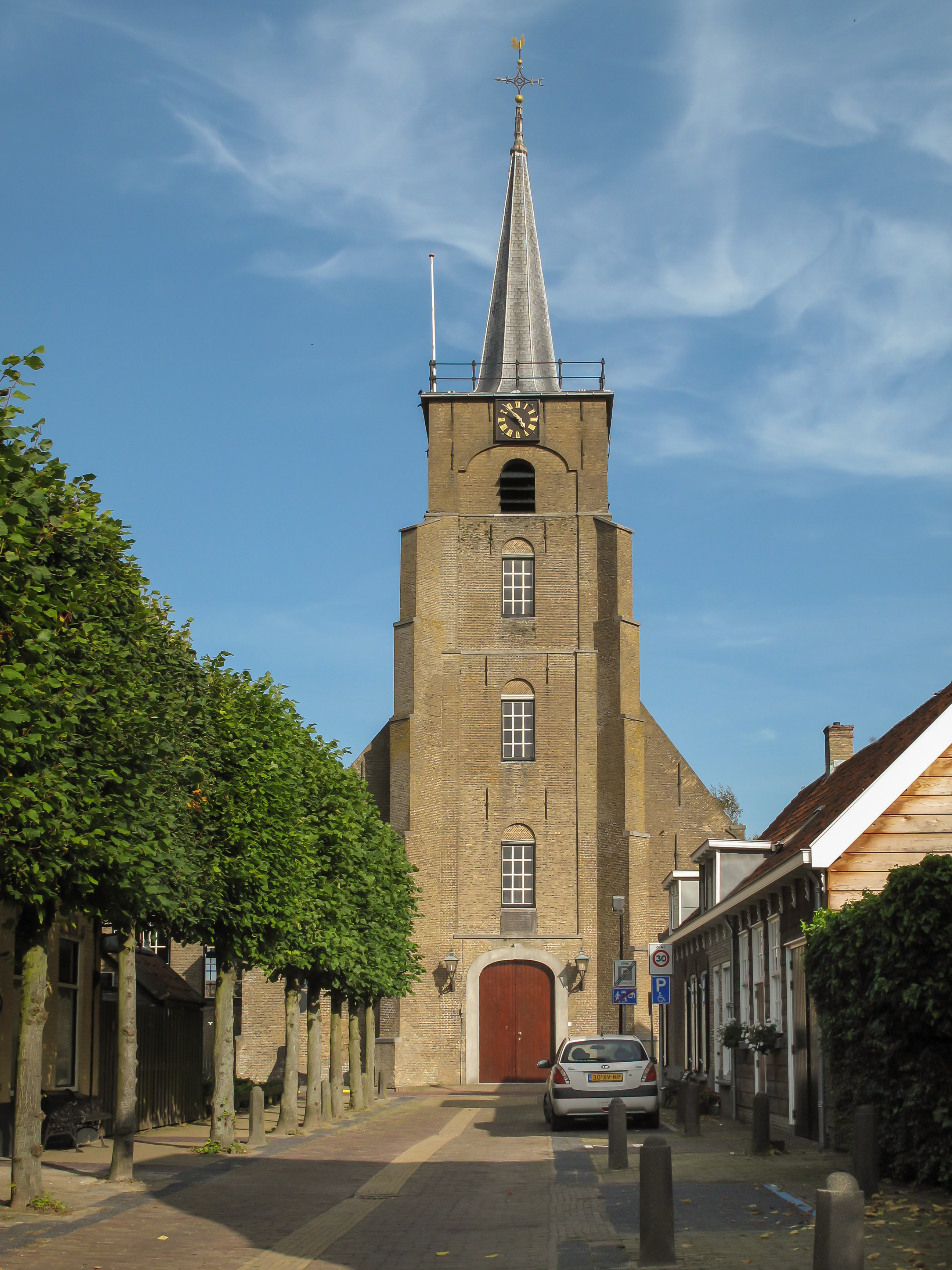
Церква у Нюмансдорпі